# Pourquoi Israël
Série Filmographie de Claude Lanzmann
 Shoah
(1985)
Pour plus de détails, voir Fiche technique et Distribution.
Pourquoi Israël est un documentaire
français réalisé par Claude Lanzmann, sorti en 1973.

## Synopsis
Pourquoi Israël (sans point d'interrogation) n'a pas de synopsis classique, ne raconte pas d'histoire, mais tente d’appréhender l'histoire d'Israël, vingt-cinq ans après la création de son État, au travers d'une succession d'images du pays et d'interviews de ses habitants. Tourné en 1972, le film, qui dure trois heures vingt, est présenté au 11e Film Festival de New York le 7 octobre 1973, soit le lendemain du déclenchement de la Guerre du Kippour.
Ce film est le premier tourné par Claude Lanzmann, « sans avoir fréquenté aucune école (de cinéma), sans avoir suivi un seul cours » ; cependant il avait réalisé, mais sans pouvoir les monter, plusieurs « interviews mémorables » pour Dim, Dam, Dom.
Pourquoi Israël est le produit d'une réflexion entamée après la parution du célèbre numéro de la revue Les Temps Modernes sur le Conflit Israélo-arabe, en réaction à l'article de Maxime Rodinson : "Israël, fait colonial ?" :
« Ce n'est pas cela du tout, ne l'a jamais été, je me suis employé, par mes films et par des écrits, à dévoiler inlassablement la complexe réalité israélienne. »
« J’ai réalisé "Pourquoi Israël" en partie pour répondre à mes anciens copains des luttes anticoloniales. »
De son film, Lanzmann raconte qu'à la fin de sa projection en Israël, Gershom Scholem s'est écrié « On n'a jamais rien vu de tel ! », ce qui fut pour lui « comme une récompense suprême et une culmination de joie. ».

## Principaux personnages interviewés
- Gert Granach (à 53 s), qui chante des chansons spartakistes, au début et à la fin du film. — « C'est le fils du plus célèbre acteur yiddish d’Allemagne, Alexander Granach, qui, Hitler arrivant au pouvoir, est parti aux États-Unis avec Lubitsch. Il symbolise pour moi la nostalgie de l’Europe, qu’il y a chez beaucoup d’Israéliens et qui m’avait terriblement frappé au cours de mon premier voyage là-bas » (Claude Lanzmann[6]).
- Beno Grünbaum (à 6 min 55 s), de Gan-Shmuel, l'un des tout premiers kibboutz, fondé en 1895 par les Amants de Sion.
- Yigaël Yadin (à 9 min 38 s), archéologue, ancien chef d'état major.
- Zvi Werblowsky (à 12 min 03 s), professeur d'Histoire des religions à l'Université hébraïque de Jérusalem.
- Avraham Schenker (à 23 min 19 s), membre de l'exécutif de l'Agence juive pour la Palestine pendant trente ans, d'abord à New York (1956-68) puis à Jérusalem (1968-1986).
- Jacques Barkat (à 37 min 22 s), docker, plein du bon sens français à l'accent du midi.
- Zushy Posner (à 39 min 08 s), le Hassid du mouvement Loubavitch filmé dans les orangeraies, « conjonction d'un pessimisme radical quant à la nature humaine, de la bonne humeur et de l'humour (qui) lui permet de se tirer de tout avec indulgence et intelligence[7] ».
- Avraham Yoffe (en) (à 1 h 15 min 05 s), protecteur de la nature, général de réserve, l'un des vainqueurs de la Guerre des Six Jours, et partisan du Grand Israël.
- Ran Cohen (en) (à 1 h 28 min 20 s), à l'époque secrétaire du kibboutz Gan-Shmuel.
- Paul Jacoby (à 1 h 32 min 24 s), avocat et fier Allemand, né à Königsberg.
- Schmuel Bogler (à 1 h 34 min 47 s), le rescapé d’Auschwitz devenu commissaire de police débonnaire.
- Mikael Feldman (à 1 h 54 min 20 s), chef du département Biologie moléculaire de l'Institut Weizmann, membre de l'Académie israélienne des sciences et lettres.
- Noamah Flapan (à 2 h 02 min 51 s), jeune fille pacifiste.
- Léon Roisch (à 2 h 20 min 45 s), conservateur du musée de Dimona, qui raconte l'arrivée des immigrants quand la ville n'existait pas encore, et son jumelage avec une ville allemande.
- Simha Flapan (à 2 h 30 min 53 s), historien et homme politique d'extrême gauche, né en Pologne.
- Dolf Michaelis (à 2 h 35 min 13 s), banquier, auteur, économiste, artiste, émigré d'Allemagne en Palestine en 1938.
- Baruch Narshon (à 3 h 00 min 40 s), artiste d'Hébron plein de la foi du charbonnier.
- La poétesse Mascha Kaléko (qui vivait à Jérusalem depuis le tournant des années 1960 après s'être exilée aux Etats-Unis) apparaît brièvement à l'écran et prend la parole, dans la discussion sur les notions de "réparation" et de "restitution" (entre 2 h 36 minutes et 2h 39 min).

## Fiche technique
- Titre : Pourquoi Israël
- Réalisation : Claude Lanzmann
- Photographie : William Lubtchansky, Colin Mounier
- Son : Bernard Aubouy
- Musique: Sarah Gorby ('Moide Ani' de Les Chants du Ghetto, Philips)
- Montage : Françoise Belloux, Ziva Postec
- Production : Parafrance - Stephan Films
- Pays d'origine :  France
- Format : couleur - Mono - 35 mm
- Genre : documentaire
- Durée : 185 minutes
- Date de sortie : 1973